# Ясакова, Дина Владимировна
Дина Влади́мировна Яса́кова (до 1989 — Кача́лова; 28 апреля 1967, Москва — 24 мая 2023, Реджо-ди-Калабрия, Италия) — советская и российская волейболистка, игрок сборной СССР (1985—1987). Чемпионка Европы 1985, чемпионка СССР 1985. Нападающая. Мастер спорта СССР международного класса (1985).
Начала заниматься волейболом в Москве. В 1983—1990 и в 1991—1992 выступала за команду ЦСКА. Чемпионка СССР 1985, серебряный (1987) и бронзовый (1988) призёр чемпионатов СССР. Бронзовый призёр чемпионата России 1992. Обладатель Кубка СССР 1984. Победитель розыгрыша Кубка европейских чемпионов 1986. Победитель розыгрыша Кубка обладателей кубков ЕКВ 1988.
В составе сборной Москвы в 1986 году стала чемпионкой Спартакиады народов СССР.
В 1990—1991 и 1992—2006 выступала в зарубежных клубах: 1990—1991 1994—1995 — «Наутика»/«Мединекс» (Реджо-ди-Калабрия, Италия), 1992—1994,1995—1996,1997—1998 — «Маньяторелла»/«Футура» (Мессина, Италия), 1996—1997 — «Эдина Эстер» (Неаполь, Италия), 1998—2000 — «Грандзотто» (Сан-Дона-ди-Пьяве, Италия), 2000—2001 — «Фабриано» (Италия), 2001—2002 — «Фигурелла» (Флоренция, Италия), 2002—2003 — «РК Вильбон» (Вильбон-сюр-Иветт, Франция), 2003—2004 — «Матера» (Италия), 2005—2006 — «Сирам Рома» (Рим, Италия).
В 1984 году в составе молодёжной сборной СССР стала чемпионкой Европы.
В сборной СССР выступала в 1985—1987 годах. В её составе: чемпионка Европы 1985, серебряный призёр чемпионата Европы 1987, бронзовый призёр Кубка мира 1985, победитель Игр доброй воли 1986, участница чемпионата мира 1986.
После окончания игровой карьеры жила в итальянском городе Реджо-ди-Калабрия, где и скончалась 24 мая 2023 года.